# Виллер (Верхний Рейн)
Виллер (фр. Willer) — коммуна на северо-востоке Франции в регионе Гранд-Эст (бывший Эльзас — Шампань — Арденны — Лотарингия), департамент Верхний Рейн, округ Альткирш, кантон Альткирш.
Площадь коммуны — 6,21 км², население — 325 человек (2006) с тенденцией к стабилизации: 330 человек (2012), плотность населения — 53,1 чел/км².

## Население
Численность населения коммуны в 2011 году составляла 334 человека, а в 2012 году — 330 человек.
| 1962 | 1968 | 1975 | 1982 | 1990 | 1999 | 2006 | 2007 | 2008 | 2011 | 2012 |
| ---- | ---- | ---- | ---- | ---- | ---- | ---- | ---- | ---- | ---- | ---- |
| 361  | 362  | 350  | 343  | 316  | 303  | 325  | 328  | 335  | 334  | 330  |

Динамика населения:

## Экономика
В 2010 году из 235 человек трудоспособного возраста (от 15 до 64 лет) 167 были экономически активными, 68 — неактивными (показатель активности 71,1 %, в 1999 году — 74,1 %). Из 167 активных трудоспособных жителей работали 155 человек (87 мужчин и 68 женщин), 12 числились безработными (8 мужчин и 4 женщины). Среди 68 трудоспособных неактивных граждан 19 были учениками либо студентами, 23 — пенсионерами, а ещё 26 — были неактивны в силу других причин.
На протяжении 2011 года в коммуне числилось 134 облагаемых налогом домохозяйства, в которых проживало 331 человек. При этом медиана доходов составила 28186 евро на одного налогоплательщика.

## Достопримечательности (фотогалерея)

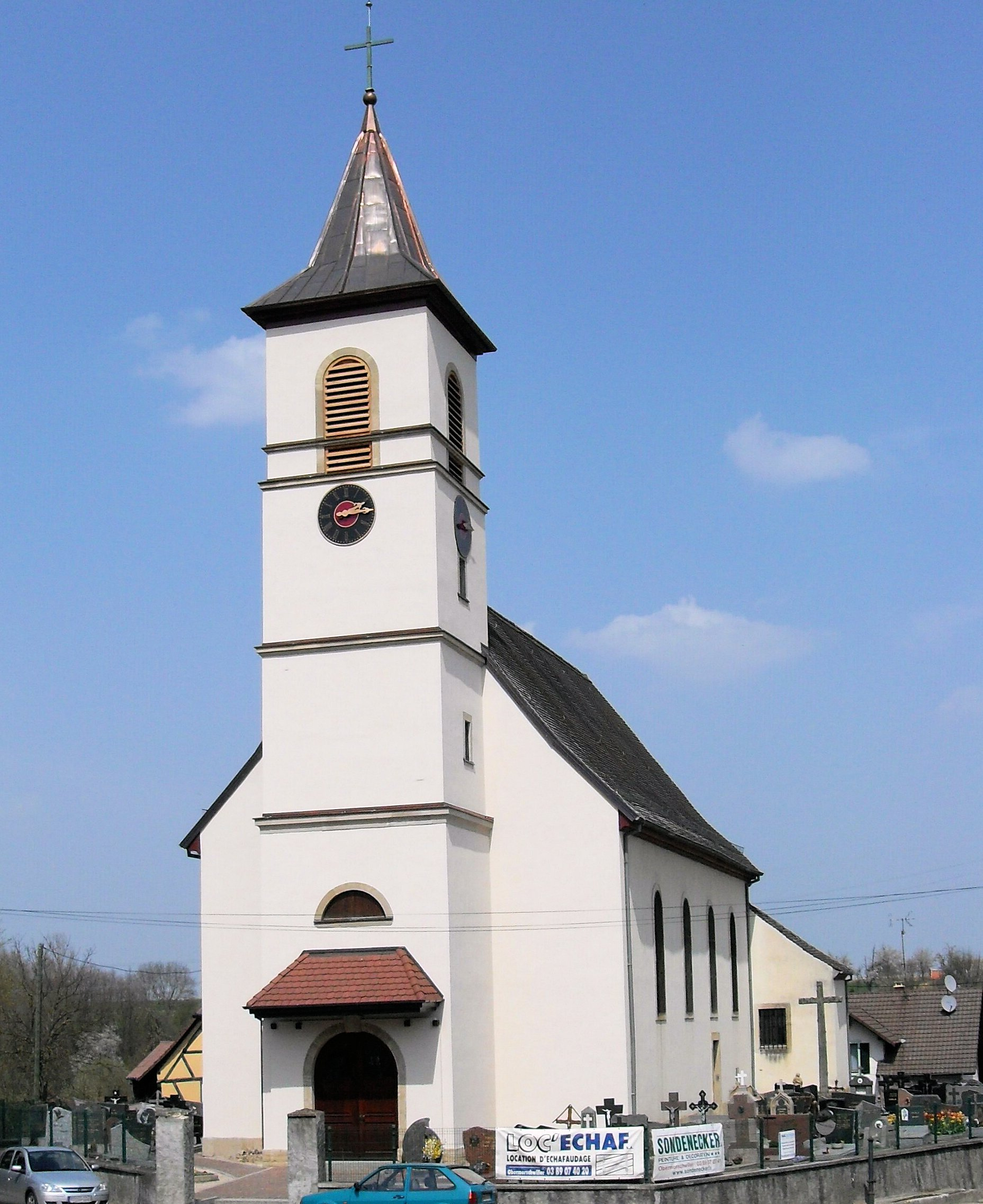
Церковь